# Porsche-Arena
Die Porsche-Arena ist eine Mehrzweckhalle in Stuttgart im Neckarpark (Stadtteil Bad Cannstatt). Die Arena liegt unmittelbar neben der Hanns-Martin-Schleyer-Halle an der Mercedesstraße. Beide Arenen sind über ein gemeinsames Foyer miteinander verbunden. Betreiber beider Hallen ist die Veranstaltungsgesellschaft in.Stuttgart.

## Bau und Namensvergabe
Nach 14-monatiger Bauzeit wurde die Arena am 27. Mai 2006 mit einem Festakt und einer Ausgabe der Fernsehshow „Verstehen Sie Spaß?“ eröffnet. Der Bau der Arena kostete 31 Mio. Euro, das gemeinsame Foyer mit der Schleyer-Halle 7,3 Mio. Euro.
Zur Refinanzierung der Baukosten war bereits vor Baubeginn ein Verkauf der Namensrechte geplant. Die Dr. Ing. h. c. F. Porsche AG erwarb die Namensrechte für zehn Mio. Euro bei einer Laufzeit von 20 Jahren.

## Nutzung
Kurze Umrüstzeiten erlauben flexible Nutzungen der Arena für Handball, Basketball, Volleyball, Tennis, Tischtennis, Eishockey, Tanzsport, die mangels Zuschauerinteresses nicht in der Hanns-Martin-Schleyer-Halle stattfinden, Eisrevuen (Holiday on Ice), Hauptversammlungen (z. B. der Porsche AG, Celesio), Parteitage (z. B. der FDP) und Firmenevents.
Die Arena hat die Dimension 135 × 95 m mit vier Vollgeschossen und insgesamt 9400 m² Fläche. 20 Logen oberhalb der Zuschauerränge bieten Platz für bis zu 250 Personen. Die Fläche des Innenraums (mit festeingebauter Eisfläche) umfasst rund 2000 Quadratmeter. Je nach Veranstaltung haben bis zu 7500 Besucher in der Porsche-Arena Platz. 6000 Sitzplätze sind fest eingebaut.
Der Porsche Tennis Grand Prix, der bis 2005 in Filderstadt stattfand, findet seit 2006 in der Porsche-Arena statt.
Nachdem zunächst einzelne Heimspiele des Handball-Bundesligateams TVB 1898 Stuttgart in der Porsche-Arena stattfanden, zog man zur  Saison 2021/22 komplett in die Porsche-Arena um. Auch Handball-Erstligist Frisch Auf Göppingen bestritt bis zur Fertigstellung der neuen EWS Arena im Jahr 2009 Heimspiele in der Arena. 
Am 30. April 2016 hat Allianz MTV Stuttgart während des Play-off-Finales um die Deutsche Meisterschaft mit 5.392 Zuschauern den Besucherrekord in der Frauen-Volleyball-Bundesliga gebrochen. Mit 6.145 Zuschauern wurde am 1. November 2022 beim VBL-Supercup in der ausverkauften Halle ein neuer Zuschauerrekord für Frauen-Volleyballspiele in Deutschland aufgestellt. Allianz MTV Stuttgart hatte die Veranstaltung organisiert und duellierte sich gegen den Vizemeister SC Potsdam.
Die TuS Metzingen hat bei ihrem Heimspiel in der Porsche-Arena in der Saison 2016/17 gegen den TV Nellingen mit 6.157 Besuchern einen Zuschauer-Rekord für die Handball-Bundesliga der Frauen aufgestellt. Regelmäßig werden Handballländerspiele in der Porsche-Arena ausgetragen. Zeitweise fanden Basketballspiele der EnBW Ludwigsburg statt, die aber mittlerweile ihre Spiele in der MHPArena in Ludwigsburg austragen. Von 2014 bis 2017 wurde der DHB-Supercup in der Stuttgarter Arena ausgetragen.
Am 13. April 2012 fand hier die von der WWE veranstaltete Wrestlemania Revenge Tour statt.
Neben sportlichen Veranstaltungen finden auch Konzerte in der Halle statt.

## Galerie

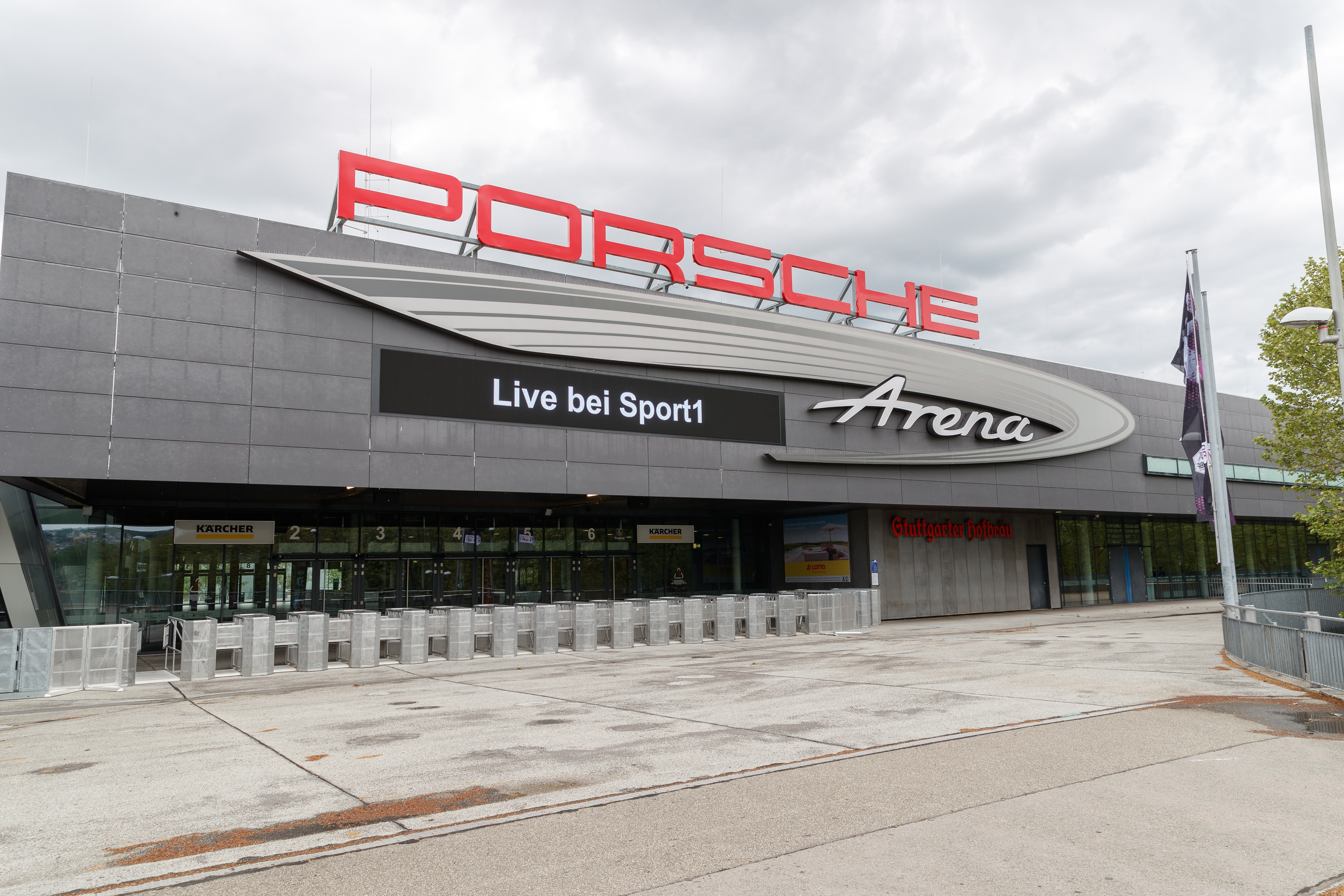
Haupteingang
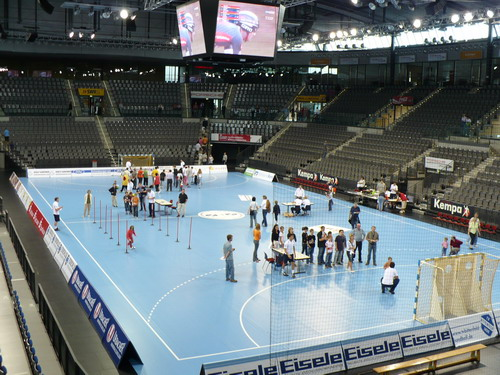
Innenraum
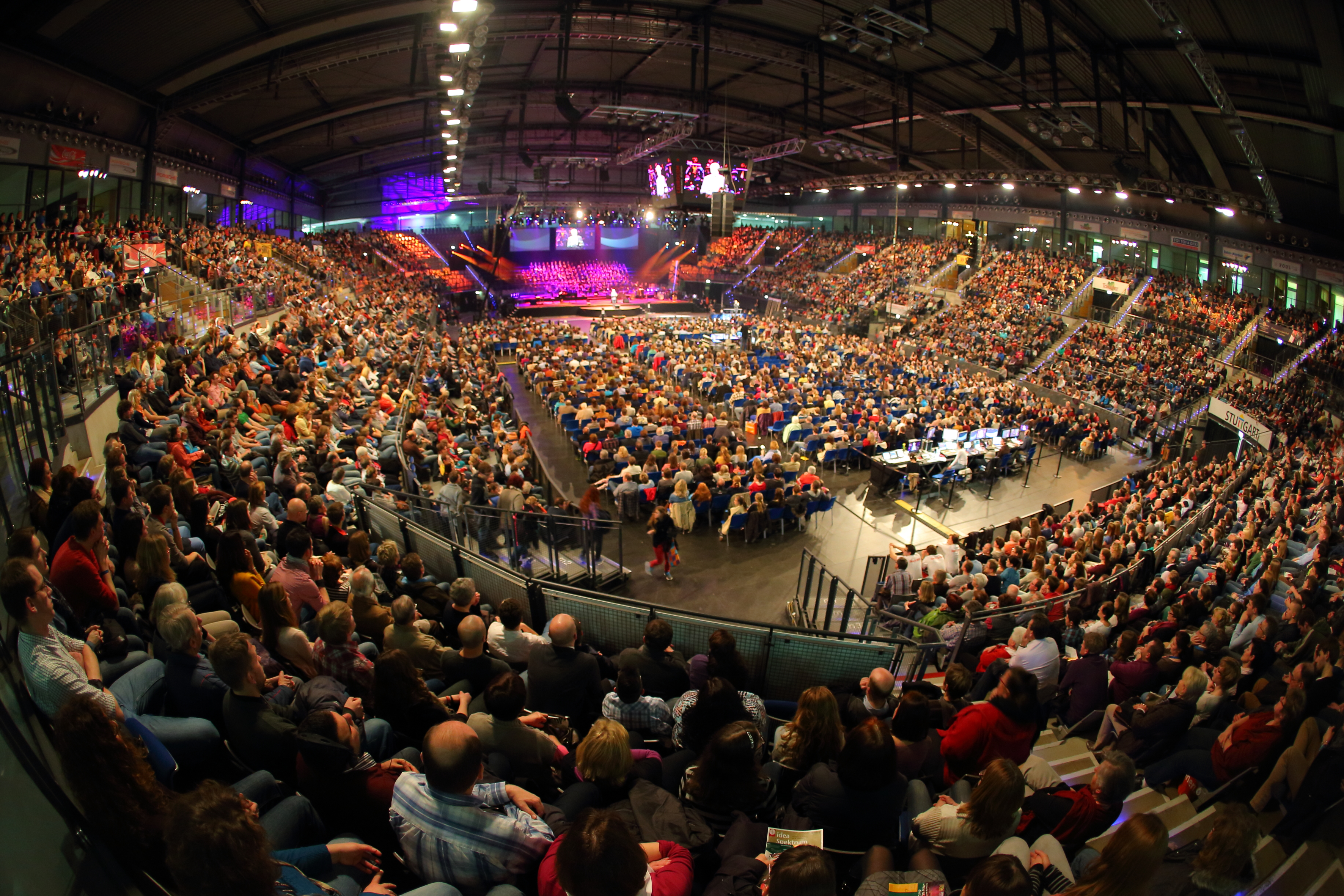
Sitzplatz-Veranstaltung